# Mago a metà
Mago a metà (Wizard at Large) è un romanzo fantasy scritto da Terry Brooks, terzo libro del ciclo di Landover.

## Trama
Il mago di corte Questor Thews dichiara finalmente di aver trovato il modo di ridare forma umana ad Abernathy, lo scrivano di corte trasformato in cane dal mago stesso. Per poter effettuare la magia, Abernathy deve indossare il medaglione magico di Ben Holiday, alto signore di Landover, come catalizzatore. Un imprevisto però fa fallire l'incantesimo, che trasporta Abernathy nel vecchio mondo di Ben, e lo scambia con una bottiglia magica, contenente un demone in grado di realizzare i desideri attingendo potere dalla malvagità di chi lo controlla. 
Abernathy si trova in un castello dentro una vetrina di uno scaffale e viene liberato da una bambina di nome Elizabeth. Lo scrivano di corte viene a sapere che si trova in un castello nello stato di Washington di proprietà di Michel Ard Rhi (figlio del vecchio re di Landover, ora milionario collezionista di artefatti magici). Elizabeth porta Abernathy nella sua stanza e lo nasconde, ma Michel scopre la presenza dello scrivano. Michel decide di imprigionare Abernathy nei sotterranei del castello finché lo scrivano non consegnerà il medaglione magico.
Nel frattempo, Filip e Sot (due gnomi Va' Via) rubano la bottiglia magica e liberano il demone. Ben decide di inseguire i due gnomi per recuperare la bottiglia assieme al mago di corte, Willow ed i due coboldi Bunion e Parsnip. L'inseguimento non da frutti e Ben, assieme a Willow decide di ritornare sulla Terra per recuperare Abernathy ed il medaglione magico. Il mago di corte li trasporta sulla Terra con una magia e decide di continuare l'inseguimento del demone assieme ai due coboldi.
Ben, ritornato sulla Terra, contatta il suo vecchio amico e collega Miles Bennett ed assieme rintracciano la posizione del castello di Michel. Con l'aiuto di Elizabeth, Ben, Willow e Miles Bennett riescono a liberare Abernathy, ma con l'influenza di Michel sulla polizia, Ben è fermato e trattenuto ad una stazione di polizia. Intanto, Questor continua l'inseguimento della bottiglia magica. Il mago scopre che dopo vari furti la bottiglia è finita nelle grinfie della Strega del Crepuscolo. La strega, grazie al potere del demone lancia incantesimi su Landover per creare disordine e confusione. Allora Questor decide di chiedere l'aiuto del drago Strabo per poter recuperare Ben dalla Terra. Dopo una lunga battaglia magica, il mago riesce ad avere l'aiuto del drago, una delle poche creature magiche a poter viaggiare liberamente fra i vari mondi. Questor ed il drago giungono in tempo a salvare Ben, Willow e Abernathy e ritornano a Landover. Prima di ritornare a Landover il mago lancia un incantesimo su Michel Ard Rhi che lo rende generoso e gentile.
Ritornato a Landover Ben si reca al Pozzo Infido per sfidare la Strega del Crepuscolo e distruggere il demone. Ben, usando il suo medaglione magico, richiama il Paladino e attacca la strega. Il demone, con la magia, crea un falso paladino ed inizia il combattimento che mette in difficoltà il Paladino. Questor, con uno stratagemma chiude la bottiglia ed il demone muore perché non può più accedere alla magia della bottiglia. Il falso paladino viene sconfitto e la strega scappa. Dopo questa vittoria l'ordine è ristabilito a Landover. Infine Ben e Willow convolano a nozze.

## Edizioni
- Terry Brooks, Mago a metà, traduzione di Lidia Perria, Arnoldo Mondadori Editore, 2006,  pp. 255, cap. 22, ISBN 88-04-39045-X.